# Colegios de Alto Rendimiento
Los Colegios de Alto Rendimiento (COAR) son una red de colegios púbicos de nivel secundario de máximo prestigio del Perú, adjudicados al Programa del Bachillerato Internacional, para los estudiantes más sobresalientes que provienen también de colegios públicos, a los que se accede mediante postulación; con sedes en todos los departamentos del Perú, incluyendo Lima Provincias y a excepción de la Provincia Constitucional del Callao. La primera sede de estas, el Colegio Mayor secundario Presidente del Perú (CMSPP), fue fundado en la ciudad de Huampaní, Lima, el 9 de septiembre de 2009, durante el segundo gobierno de Alan García.
Años después, el gobierno de Ollanta Humala impulsó la creación de nuevas sedes en todo el territorio nacional con la creación de la Red COAR, de modo que actualmente existe alguna en cada una de las 24 regiones donde está presente. Cuenta con aproximadamente 2700 alumnos, entre 13 y 17 años de edad. En 2024, una de sus sedes, precisamente, la de Arequipa, fue elegida como uno de los 10 mejores colegios del mundo (World's Best School) en el ámbito de colaboración comunitaria.
Es administrado de forma directa por el MInisterio de Educación, El currículum educativo que siguen los Colegios de Alto Rendimiento (COAR) son tanto el peruano (el primer año) y luego, el Bachillerato Internacional (IB). Sus alumnos, denominados coarinos, son inscritos en el Programa del Diploma del IB y pueden optar por postular a este diploma de reconocimiento mundial.

## Historia

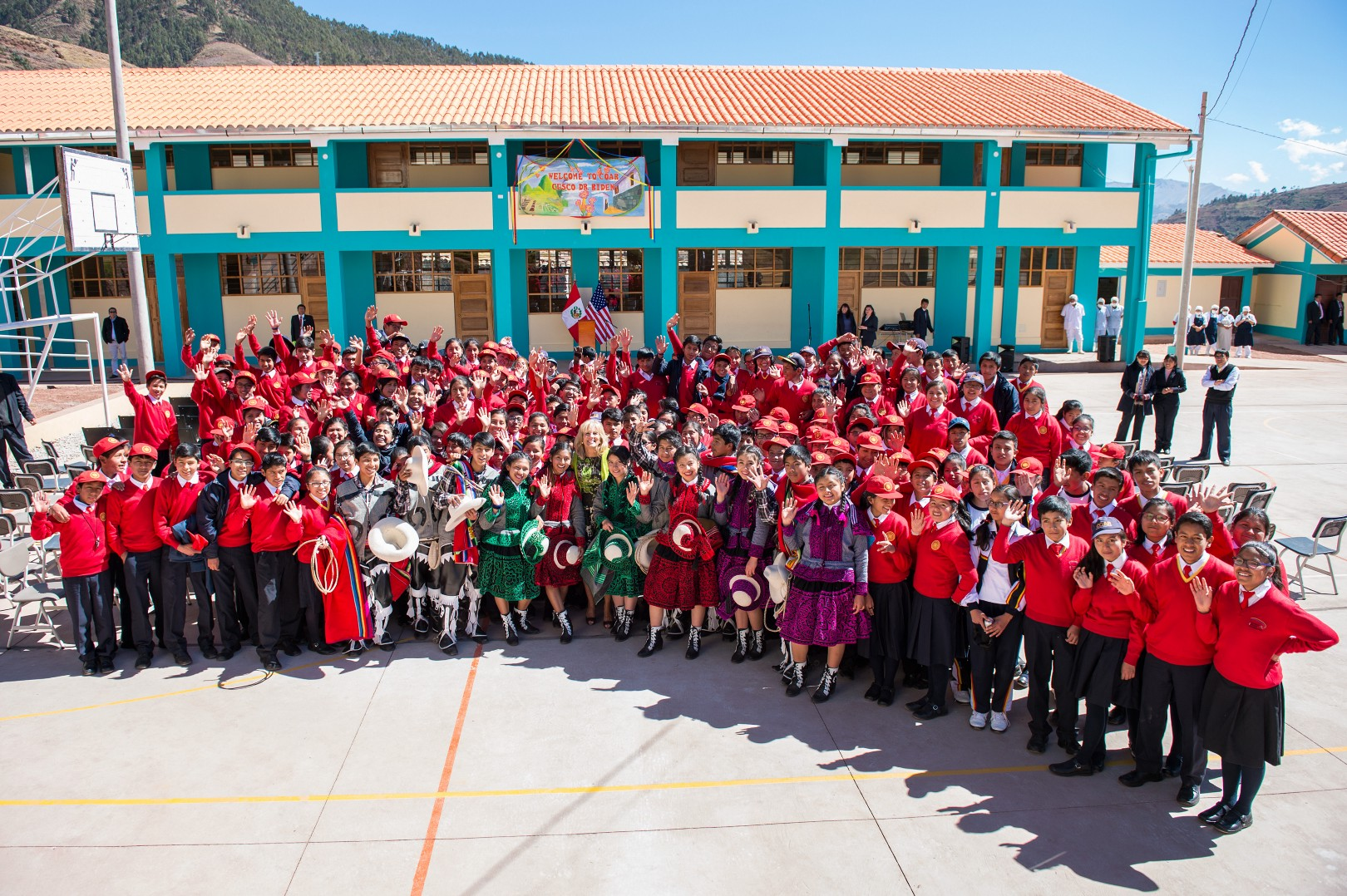
Estudiantes del COAR de Cuzco con Jill Biden en 2016.

### Primer colegio
El expresidente Alan García creó al Perú el primer colegio para estudiantes sobresalientes de Escuelas Públicas, este fue fundado en el Centro Recreacional de Huampaní, en la Carretera Central KM 24.5, Lurigancho, un 9 de septiembre de 2009, abrió sus puertas el 15 de marzo de 2010 como Colegio Mayor Secundario Presidente del Perú.
Al principio de marzo de 2010, el Colegio Mayor Secundario Presidente del Perú atendía a 900 estudiantes de 3°, 4° y 5° de secundaria que lograron ingresar; todos eran de escuelas públicas, pero también había alumnos de escuelas privadas que habían representado al país en algún concurso internacional; los postulantes eran en su mayoría de zonas rurales del país.

### Red COAR
Para julio de 2014, el expresidente Ollanta Humala Tasso y su ministro de Educación Jaime Saavedra anunciaron que firmarían trece convenios con igual número de regiones para la creación de Colegios de Alto Rendimiento a partir del próximo año (2015). Según se estimó que, para la implementación de dichos colegios, se invertirían alrededor de 520 millones de soles. Dichos trabajos estarían listos para marzo de 2015. Las obras fueron efectuadas a través de Asociaciones Público-Privadas (APP) con la participación de empresas interesadas.
Estos convenios dieron lugar a la creación de la Red de Colegios de Alto Rendimiento (Red COAR). La creación de esta red tenía como finalidad la creación de Colegios de Alto Rendimiento en todas las provincias del país, de este modo, impulsar la inclusión de estudiantes de zonas rurales y la interculturalidad.
Ya para inicios de 2015, el Colegio Mayor Secundario Presidente del Perú cambió su nombre a Colegio Mayor Secundario Presidente del Perú - COAR Lima, mediante Resolución Ministerial N°. 091-2015-MINEDU; de este modo pasaría a integrarse con la red COAR en conjunto con el Ministerio de Educación.

## Características
Los COAR cuentan con la modalidad de residencia para los estudiantes sobresalientess de colegios públicos que logren acceder. Brinda un conjunto de servicios a los estudiantes durante el período académico programado, sin incluir las vacaciones o fechas debidamente anunciadas a los padres de familia.
Uno de los aspectos formativos diferenciados de los COAR es que los alumnos cuentan con docentes altamente capacitados, que no solo serán licenciados en educación, sino de distintas profesiones como ingeniería, comunicaciones, psicología, entre otros.
Además, forman parte del Programa del Diploma de la Organización del Bachillerato Internacional, por el cual estudiarán 1800 horas lectivas anuales, incluyendo ocho horas semanales de inglés.

### Alojamiento
Cuentan con habitaciones compartidas para el descanso. Un equipo de profesionales brinda acompañamiento, orientación de convivencia y formación de hábitos.

### Alimentación
Los estudiantes reciben una alimentación balanceada y saludable que cumple con los requerimientos energéticos de acuerdo con su etapa de desarrollo.

### Salud
Cuentan con un tópico que brinda atención primaria y que tiene un enfoque preventivo: realizan campañas de prevención y promoción para contribuir al bienestar y salud integral del estudiante. La atención médica de los estudiantes es externa, se deriva los casos a los centros de salud u hospitalarios más cercanos, según el tipo de seguro al cual esté afiliado el estudiante. La afiliación al seguro y los gastos médicos son de absoluta responsabilidad de los padres, madres o apoderados.

### Infraestructura
Ofrecen instalaciones educativas que permiten el desarrollo del estudiante en competencias académicas, artísticas y/o deportivas, con aulas equipadas, bibliotecas, laboratorios de química y biología, entre otros. Los colegios en algunos departamentos de la sierra del Perú, se encuentran a una mayor altura, ya que en esas zonas hay bajas temperaturas, que según un estudio de académicos de las universidades de Harvard y la UCLA, no afectan y ayudan a aumentar el rendimiento académico. Actualmente, el COAR Piura y el COAR Ica ya cuentan con local propio, mientras que en las demás COAR se viene construyendo los locales definitivos.

### Actividades complementarias
Promueven la formación integral y la participación de los estudiantes en su comunidad local a través de actividades culturales, recreativas y deportivas. Así mismo, impulsa la participación estudiantil en proyectos de innovación y responsabilidad social, buscando lograr la integración, convivencia intercultural y el sentido de pertinencia de la comunidad COAR. 

#### Mentoría
La mentoría es una estrategia de apoyo a la formación de los estudiantes, en esa medida, se invita a profesionales y/o emprendedores de trayectoria reconocida de diversos rubros, quienes inspiran y motivan a los estudiantes a alcanzar sus metas, potenciando sus fortalezas mediante procesos de diálogo en un campo o competencia específica.

## Programa de estudios

### Programa del Diploma del Bachillerato Internacional
A lo largo del cuarto y quinto año de secundaria del COAR, los estudiantes son matriculados en el Programa del Diploma del Bachillerato Internacional por dos categorías, Diploma (para alumnos matriculados que esperan cumplir los requisitos establecidos para la obtención del diploma del IB) y Cursos (para alumnos matriculados que cursan una o varias asignaturas o componentes obligatorios y no aspiran a obtener el diploma del IB).
Los alumnos matriculados en el Programa del Diploma por categoría Diploma de los Colegios de Alto Rendimiento y CMSPP - COAR Lima cursan seis asignaturas, una de cada uno de los seis grupos de asignaturas, tres de ellas en Nivel Superior (NS) y tres en Nivel Medio (NM), una monografía, completan el curso de Teoría del Conocimiento (TdC) y participan en Creatividad, Actividad y Servicio (CAS). Mientras que, los estudiantes matriculados por categoría Cursos pueden elegir uno de los componentes troncales y cualquier asignatura de los seis grupos de asignaturas.
Los alumnos pueden realizar múltiples combinaciones de asignaturas, sin embargo, MINEDU/DEBESAR tiene establecido los grupos de asignaturas obligatorias y electivas para el CMSPP - COAR Lima y la Red COAR.

#### Lista de asignaturas
| Programa del Diploma del Bachillerato Internacional | Programa del Diploma del Bachillerato Internacional | Programa del Diploma del Bachillerato Internacional   |
| Grupo de asignaturas                                | Asignaturas / curso                                 | Nivel / Componente                                    |
| --------------------------------------------------- | --------------------------------------------------- | ----------------------------------------------------- |
| Grupo 1: Estudios de lengua y literatura            | Lengua A: Literatura y Literatura                   | Nivel Superior                                        |
| Grupo 2: Adquisición de lenguas                     | Inglés B                                            | Nivel Superior                                        |
| Grupo 3: Individuos y sociedades                    | Historia de las Américas                            | Nivel Superior y Nivel medio (solo CMSPP - COAR Lima) |
| Grupo 3: Individuos y sociedades                    | Historia de las Américas                            | Nivel Medio                                           |
| Grupo 3: Individuos y sociedades                    | Gestión Empresarial                                 | Nivel Medio                                           |
| Grupo 3: Individuos y sociedades                    | Business and Management                             | Standard Level (solo CMSPP - COAR Lima)               |
| Grupo 3: Individuos y sociedades                    | Sociedad digital                                    | Nivel Medio                                           |
| Grupo 4: Ciencias                                   | Física                                              | Nivel Medio                                           |
| Grupo 4: Ciencias                                   | Química                                             | Nivel Medio                                           |
| Grupo 4: Ciencias                                   | Biología                                            | Nivel Medio                                           |
| Grupo 4: Ciencias                                   | Sistemas Ambientales y Sociedades (SAS)             | Nivel Medio                                           |
| Grupo 4: Ciencias                                   | Ciencias del Deporte, Ejercicio y Salud (CDES)      | Nivel Medio                                           |
| Grupo 5: Matemáticas                                | Matemáticas: Análisis y enfoques                    | Nivel Superior (solo CMSPP - COAR Lima) y Nivel Medio |
| Grupo 5: Matemáticas                                | Matemáticas: Análisis y enfoques                    | Nivel Medio                                           |
| Grupo 6: Artes                                      | Artes visuales                                      | Nivel Medio                                           |
| Grupo 6: Artes                                      | Música                                              | Nivel Medio (solo CMSPP - COAR Lima)                  |

#### Lista de troncales
| Programa del Diploma del Bachillerato Internacional | Programa del Diploma del Bachillerato Internacional |
| Grupo de asignaturas                                | Asignatura                                          |
| --------------------------------------------------- | --------------------------------------------------- |
| Troncales                                           | Monografía                                          |
| Troncales                                           | Teoría de Conocimiento (TdC)                        |
| Troncales                                           | Creatividad Acción y Servicio (CAS)                 |

#### Reconocimiento universitario
Lista de universidades públicas y privadas de Perú que reconocen el Bachillerato Internacional.
| Universidades de Perú que reconocen el Bachillerato Internacional | Universidades de Perú que reconocen el Bachillerato Internacional | Universidades de Perú que reconocen el Bachillerato Internacional | Universidades de Perú que reconocen el Bachillerato Internacional |
| #                                                                 | Universidad                                                       | Política de reconocimiento                                        | Tipo de administración                                            |
| ----------------------------------------------------------------- | ----------------------------------------------------------------- | ----------------------------------------------------------------- | ----------------------------------------------------------------- |
| 1                                                                 | Universidad Nacional de Ingeniería                                | 2023                                                              | Público                                                           |
| 2                                                                 | Universidad Nacional Agraria La Molina                            | 2022                                                              | Público                                                           |
|                                                                   | Universidad Nacional de San Agustín                               | 2023                                                              | Público                                                           |
| 3                                                                 | Universidad de Ingeniería y Tecnología                            | 2023                                                              | Privada                                                           |
| 4                                                                 | Pontificia Universidad Católica del Perú                          | 2023                                                              | Privada                                                           |
| 5                                                                 | Universidad Peruana de Ciencias Aplicadas                         | 2022                                                              | Privada                                                           |
| 6                                                                 | Universidad del Pacífico                                          | 2023                                                              | Privada                                                           |
| 7                                                                 | Universidad de Piura                                              | 2022                                                              | Privada                                                           |
| 8                                                                 | Universidad Peruana Cayetano Heredia                              | 2023                                                              | Privada                                                           |
| 9                                                                 | Universidad de Lima                                               | 2023                                                              | Privada                                                           |
| 10                                                                | Universidad San Ignacio de Loyola                                 | 2022                                                              | Privada                                                           |
| 11                                                                | Universidad Católica de San Pablo                                 | 2022                                                              | Privada                                                           |
| 12                                                                | Universidad Científica del Sur                                    | 2022                                                              | Privada                                                           |
| 13                                                                | Universidad Andina del Cusco                                      | 2022                                                              | Privada                                                           |
| 14                                                                | Universidad Antonio Ruiz de Montoya                               | 2022                                                              | Privada                                                           |
| 15                                                                | Universidad San Martín de Porres                                  | 2022                                                              | Privada                                                           |
| 16                                                                | Universidad Ricardo Palma                                         | 2022                                                              | Privada                                                           |
| 17                                                                | Universidad ESAN                                                  | 2023                                                              | Privada                                                           |
| 18                                                                | Universidad La Salle                                              | 2022                                                              | Privada                                                           |
| 19                                                                | Universidad Católica Santo Toribio de Mogrovejo                   | 2022                                                              | Privada                                                           |
| 20                                                                | Universidad Femenina del Sagrado Corazón                          | 2022                                                              | Privada                                                           |
| 21                                                                | Universidad de Ciencias y Artes de América Latina                 | 2022                                                              | Privada                                                           |

## Sedes

### Red de Colegios de Alto Rendimiento
Los Colegios de Alto Rendimiento son parte de los Colegios del Mundo del IB estatales que ofrecen el Programa del Diploma del Bachillerato Internacional.
| Colegios del Mundo del IB | Colegios del Mundo del IB | Colegios del Mundo del IB          | Colegios del Mundo del IB        | Colegios del Mundo del IB | Colegios del Mundo del IB       |
| #                         | Colegio del Mundo del IB  | Director                           | Coordinador IB                   | IB Word School Code       | Colegio del Mundo del IB desde: |
| ------------------------- | ------------------------- | ---------------------------------- | -------------------------------- | ------------------------- | ------------------------------- |
| 1                         | CMSPP - COAR Lima         | Mr. Edgar Julca Chuquista          | Prof. Alcides Roman Rivas        | 006822                    | 17 de diciembre de 2010         |
| 2                         | COAR Amazonas             | Prof. Bernardo Villegas Jiménez    | Prof. Ever G. Marín Chávez       | 051513                    | 5 de febrero de 2016            |
| 3                         | COAR Áncash               | Mr. Víctor H. Rojas Puerta         | Prof. Giomar Sotomayor Aquino    | 060321                    | 26 de abril de 2018             |
| 4                         | COAR Apurímac             | Mr. Jorge Andrés Ayala             | Mr. Alejandro Sánchez Pomalaza   | 052400                    | 25 de enero de 2017             |
| 5                         | COAR Arequipa             | Ms. Cecilia Jarita Padilla         | Prof. Mauro R. Ramos Valdivia    | 051533                    | 5 de febrero de 2016            |
| 6                         | COAR Ayacucho             | Mr. José Orlando Arohuillca        | Mr. Cosme G. Palomino Cárdenas   | 051514                    | 5 de febrero de 2016            |
| 7                         | COAR Cajamarca            | Mr. Jaime E. Alcalde Giove         | Mr. Julio Trigoso Mori           | 052390                    | 5 de febrero de 2016            |
| 8                         | COAR Cusco                | Mr. Edgardo B. Atencio Quincho     | Prof. Gregory E. Hernández Borja | 051517                    | 5 de febrero de 2016            |
| 9                         | COAR Huancavelica         | Prof. Mario Huaira Zevallos        | Mr. Jaime Artica                 | 051504                    | 5 de febrero de 2016            |
| 10                        | COAR Huánuco              | Mr. Máximo D. Rivera Morales       | Prof. Saúl Mejía Ortiz           | 052399                    | 25 de enero de 2017             |
| 11                        | COAR Ica                  | Dr. Elizabeth Grados Zavala        | Prof. Luisa A. Loredo Valdez     | 052404                    | 25 de enero de 2017             |
| 12                        | COAR Junín                | Sra. Miriam Hidalgo Marcos         | Ms. Edith A. Yalle Taboada       | 051505                    | 5 de febrero de 2016            |
| 13                        | COAR La Libertad          | Mr. Jhonny Luis López León         | Mrs. Diana Rosales Murga         | 051506                    | 5 de febrero de 2016            |
| 14                        | COAR Lambayeque           | Ms. Mery G. Mocarro Aguilar        | Prof. Javier Dueñas Ramírez      | 052398                    | 25 de enero de 2017             |
| 15                        | COAR Lima Provincias      | Prof. Félix Loza Rosadio           | Mr. José W. Tarrillo Vásquez     | 060290                    | 25 de abril de 2018             |
| 16                        | COAR Loreto               | Mrs. Giovanna M. Wong Ramírez      | Mr. Luis A. Tulumba Villacrez    | 052403                    | 25 de enero de 2017             |
| 17                        | COAR Madre de Dios        | Prof. Dante J. Escobar Hurtado     | Mr. Miguel A. Arrelucea Del Pozo | 052402                    | 25 de enero de 2017             |
| 18                        | COAR Moquegua             | Mr. Jaime A. Obando Díaz           | Sr. Reynaldo Arteta Ávila        | 051507                    | 18 de enero de 2016             |
| 19                        | COAR Pasco                | Prof. Ana Clotilde Cavero Cores    | Prof. Eduardo Verástequi Borja   | 051508                    | 5 de febrero de 2016            |
| 20                        | COAR Piura                | Sra. Nery I. Sullón Barreto        | Prof. Maritza Quintana Carlin    | 051509                    | 18 de enero de 2016             |
| 21                        | COAR Puno                 | Mrs. Isabel Mamani Nina            | Prof. Denis D. Macedo Vilca      | 051510                    | 5 de febrero de 2016            |
| 22                        | COAR San Martín           | Prof. Hilda V. Saldivar Echevarria | Mr. Mario Campos                 | 051511                    | 5 de febrero de 2016            |
| 23                        | COAR Tacna                | Ms. Marisol I. Flores Arocutipa    | Sr. Freddy E. Jiménez Paredes    | 051512                    | 5 de febrero de 2016            |
| 24                        | COAR Tumbes               | Prof. Luis E. Montalvo Soplopuco   | Mr. Efraín Villacorta Zárate     | 060296                    | 27 de abril de 2018             |
| 25                        | COAR Ucayali              | Mrs. Nancy M. Del Águila Pinedo    | Prof. Gianina Gil Rengifo        | 052401                    | 25 de enero de 2017             |

### Ubicación
Actualmente, la Red COAR se encuentra atendiendo a una población de 6 700 estudiantes en los 25 departamentos del país.
| Red de Colegios de Alto Rendimiento | Red de Colegios de Alto Rendimiento | Red de Colegios de Alto Rendimiento | Red de Colegios de Alto Rendimiento | Red de Colegios de Alto Rendimiento | Red de Colegios de Alto Rendimiento |
| #                                   | COAR                                | Departamento                        | Provincia                           | Distrito                            | Dirección |
| ----------------------------------- | ----------------------------------- | ----------------------------------- | ----------------------------------- | ----------------------------------- | --- |
| 1                                   | COAR Amazonas                       | Amazonas                            | Chachapoyas                         | Chachapoyas                         | Jirón Amazonas 120 |
| 2                                   | COAR Áncash                         | Áncash                              | Recuay                              | Cátac                               | Calle Camino al Cementerio a 120 m del Puente Cátac |
| 3                                   | COAR Apurímac                       | Apurímac                            | Aymaraes                            | Chalhuanca                          | Av. Panamericana s/n intersección 1.a de mayo |
| 4                                   | COAR Arequipa                       | Arequipa                            | Arequipa                            | Paucarpata                          | Calle Teodoro Valcárcel 300, urbanización 15 de agosto |
| 5                                   | COAR Ayacucho                       | Ayacucho                            | Huamanga                            | Ayacucho                            | Jirón Mariano Ruiz 150 |
| 6                                   | COAR Cajamarca                      | Cajamarca                           | Cajamarca                           | Jesús                               | Jirón José Pardo N.° 103 |
| 7                                   | COAR Cusco                          | Cusco                               | Anta                                | Pucyura                             | Carretera Cusco-Abancay km, 16, 20 noroeste |
| 8                                   | COAR Huancavelica                   | Huancavelica                        | Huancavelica                        | Huancavelica                        | Jirón José Gabriel Condoncarqui s/n |
| 9                                   | COAR Huánuco                        | Huánuco                             | Huánuco                             | Huánuco                             | Centro Poblado Canchán a 12 km de Huánuco |
| 10                                  | COAR Ica                            | Ica                                 | Nazca                               | Nazca                               | Calle José María Mejía s/n cuadra 10 |
| 11                                  | COAR Deportivo Ica                  | Ica                                 | Nazca                               | Nazca                               | Calle José María Mejía s/n cuadra 10 |
| 12                                  | COAR Junín                          | Junín                               | Chupaca                             | Chongos Bajo                        | Calle Huyana Cápac, cuadra 4 |
| 13                                  | COAR La Libertad                    | La Libertad                         | Virú                                | Virú                                | Campamento San José del Proyecto Especial Chavimochic, Virú |
| 14                                  | COAR Lambayeque                     | Lambayeque                          | Chiclayo                            | Chiclayo                            | Av. Prolongación Bolognesi N.° 118 |
| 15                                  | CMSPP - COAR Lima                   | Lima Metropolitana                  | Lima                                | Lurigancho-Chosica                  | Carretera Central, km 24,5 interior del Centro Vacacional Huampaní |
| 16                                  | COAR Artístico Lima                 | Lima Metropolitana                  | Lima                                | Lurigancho-Chosica                  | Carretera Central, km 24,5 interior del Centro Vacacional Huampaní |
| 17                                  | COAR Lima Provincias                | Lima Provincias                     | Huaura                              | Santa María                         | Calle 5 de diciembre s/n |
| 18                                  | COAR Loreto                         | Loreto                              | Maynas                              | San Juan Bautista                   | Ciudad de Iquitos, Distrito de San Juan Bautista, Provincia de Maynas, Loreto- Av. Abelardo Quiñonez / Ex local Universidad Peruana del Oriente (UPO) / Frente a Dirección de Transportes y Comunicaciones. |
| 19                                  | COAR Madre de Dios                  | Madre de Dios                       | Tambopata                           | Tambopata                           | Av. Madre de Dios cuadra 4, esquina con jirón Ica |
| 20                                  | COAR Moquegua                       | Moquegua                            | Mariscal Nieto                      | Moquegua                            | Av. Prolongación Mariano Lino Urqueta s/n |
| 21                                  | COAR Pasco                          | Pasco                               | Oxapampa                            | Chontabamba                         | Av. José Walijewsky, sector Churumazu |
| 22                                  | COAR Piura                          | Piura                               | Piura                               | Catacaos                            | Calle s/n, AH Nuevo Catacaos Norte, I Etapa |
| 23                                  | COAR Deportivo Piura                | Piura                               | Piura                               | Catacaos                            | Calle s/n, AH Nuevo Catacaos Norte, I Etapa |
| 24                                  | COAR Puno                           | Puno                                | Puno                                | Chucuito                            | Av. Panamericana N.°943, a 17 de Puno. Carretera a Chucuito |
| 25                                  | COAR San Martín                     | San Martín                          | Moyobamba                           | Moyobamba                           | Jirón Pedro Pascasio Noriega N-° 081 |
| 26                                  | COAR Tacna                          | Tacna                               | Tacna                               | Tacna                               | Carretera Panamericana Sur km 1305 |
| 27                                  | COAR Tumbes                         | Tumbes                              | Tumbes                              | San Juan de la Virgen               | Calle 24 de febrero s/n |
| 28                                  | COAR Ucayali                        | Ucayali                             | Coronel Portillo                    | Callería                            | Pasaje Huáscar s/n PJ Micaela Bastidas |

## Reconocimientos

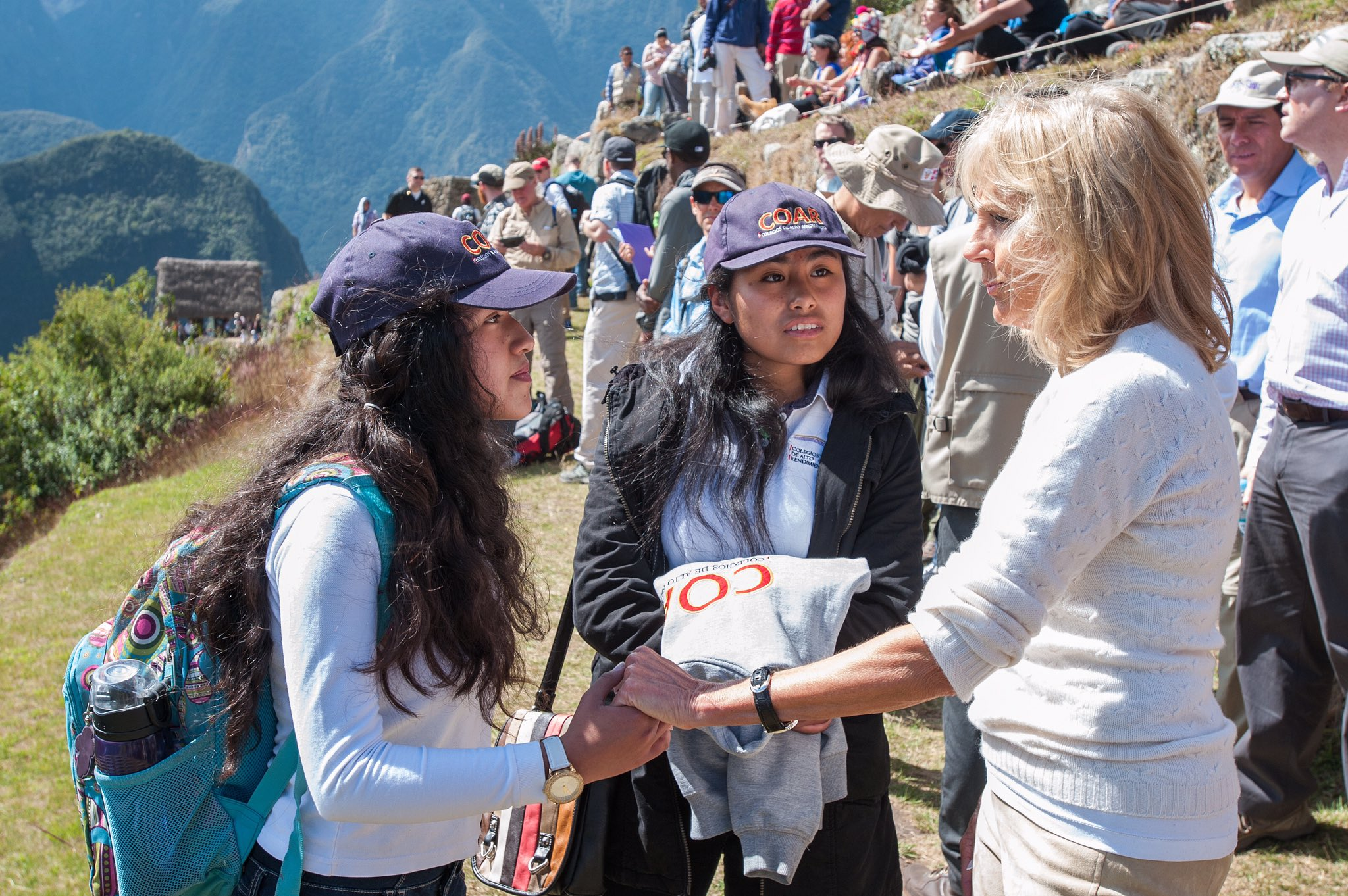
Dos estudiantes del COAR de Cuzco comparten la historia de Perú con Jill Biden en Machu Picchu.

- Durante sus primeros años de fundación, el Colegio Mayor Secundario se fue posicionando en la Sociedad Educativa Peruana.[41]
- En el 2010, obtuvo la autorización de impartir el Programa del Diploma del Bachillerato Internacional IB (por sus siglas en inglés) a los estudiantes de 4° y 5° grado de secundaria.[41]
- En el 2015, fue acreditado por el Sistema Nacional de Evaluación, Acreditación y Certificación de la Calidad Educativa.
- En el 2016 el rector de la Pontificia Universidad Católica del Perú, Dr. Marcial Rubio Correa, otorgó al Colegio un reconocimiento; posteriormente, creó el Programa de Becas COAR, dirigido a estudiantes de 5° de secundaria de dicho Colegio.[42][43]
- En el 2019, la Universidad del Pacífico otorgó un reconocimiento por su labor académica. De la misma manera, otras universidades otorgaron reconocimientos y diplomas.[44][45]
- En el 2022, la Pontificia Universidad Católica del Perú posicionó en el primer puesto al Colegio Mayor Secundario Presidente del Perú - COAR Lima en el ranking de los mejores colegios del Perú de acuerdo con el rendimiento académico de estudiantes según el colegio de procedencia.[46]
- En el 2023 el colegio de alto rendimiento de La Libertad (Coar La Libertad) ganó el primer puesto en el concurso internacional Zayed Sustainability Prize.[47]

## Controversias

### Resultado de evaluaciones IB noviembre 2020
En marzo de 2020, la Organización del Bachillerato Internacional anunció que los exámenes de la convocatoria de mayo de 2020 se habían cancelado como respuesta a la pandemia del COVID-19. Afirmó que las calificaciones finales se calcularían en su lugar basándose en los trabajos de curso, las calificaciones previstas por los profesores de los alumnos y los datos históricos del colegio. "Antes de la atribución de las calificaciones finales, este proceso fue sometido a rigurosas pruebas por parte de especialistas en estadística educativa para garantizar la solidez de nuestros métodos. También se contrastó con los datos de los resultados de los últimos cinco años", dijo un portavoz del IB. En enero del 2021, el IB publicó sus resultados para los candidatos del Programa del Diploma y del Programa de Orientación Profesional matriculados en la sesión de noviembre del 2020. Más de 25.500 estudiantes firmaron una petición en línea en la que se pedía una aclaración de la metodología de calificación, así como la gratuidad de las revaluaciones y la repetición de las pruebas. Varios docentes han criticado el enfoque del IB respecto a la calificación de 2020. La Oficina de Regulación de Calificaciones y Exámenes declaró que "examinaría" las calificaciones. La Autoridad Noruega de Protección de Datos pidió al IB que proporcionara datos en virtud del Reglamento General de Protección de Datos.
Algunos argumentaron que el uso de los datos históricos de un colegio para elaborar las calificaciones era injusto para los alumnos de bajos ingresos, o para los alumnos de colegios más pequeños. Otros se quejaron de la falta de transparencia y de un proceso justo en el proceso de apelación de las calificaciones.

### Convocatoria de evaluaciones IB noviembre 2021
En agosto de 2020, en medio de la continua pandemia de coronavirus, el IB anunció una serie de modificaciones exhaustivas en sus exámenes programados para noviembre de 2021, que incluían la eliminación de algunos componentes de evaluación (para determinadas asignaturas) y la revisión de la duración o el programa de estudios de otras. El 4 de febrero de 2021, el IB anunció una ruta de evacuación dual para los exámenes de mayo y noviembre de 2021: los exámenes se realizarían en las regiones en las que se podía "administrar con seguridad" una evaluación escrita, mientras que los candidatos de otras regiones seguirían una "ruta alternativa" sin examen, basada en los trabajos de curso y las calificaciones previstas. Esta decisión fue recibida con una fuerte reacción, ya que los alumnos que cursaban el Programa del Diploma del IB protestaron por la injusticia que consideraban. Los estudiantes argumentaron que los exámenes tendrían un impacto negativo en la salud mental y el bienestar de los estudiantes, así como posibles consecuencias para la admisión a la universidad. El enfoque de sistema dual del IB también ha sido criticado, ya que organismos examinadores como Cambridge cancelaron sus exámenes IGCSE y A-levels internacionales.